# Генри Гросмонт
Ге́нри Гро́смонт (1310 — 23 марта 1361) — граф Дерби с 1336 года, граф Ланкастер 1345—1351, 1-й герцог Ланкастер с 1351 года, граф Лестер с 1351 года, член английской королевской семьи в XIV веке, сын Генри «Кривой Шеи», 3-го графа Лестера и Ланкастера и Мод Чауорт (Maud Chaworth). Он был также выдающимся дипломатом, политиком и воином. Стал одним из лучших английских полководцев на первом этапе Столетней войны и показал себя в битве при Обероше. Кавалер Ордена Подвязки, получил титул герцога в 1351 году. Гросмонт был также автором книги «Livre de seynts medicines» («Книга божественных лекарств»).

## Биография
Дядя Гросмонта — Томас Ланкастер — был сыном и наследником Эдмунда Горбатого, брата Эдуарда I. Томас унаследовал состояние и получил хорошее приданое за свою жену Алисию Ласи, однако постоянные ссоры с королём привели к его казни в 1322 году. Всё имущество и титул достались младшему брату Томаса — Генри по прозвищу Кривая Шея. При правлении королевы Изабеллы и Роджера Мортимера он впал в немилость, и к тому времени как Эдуард III вступил на трон в 1327 году и отношения Генри с короной наладились, он был серьёзно болен.
О детстве Гросмонта мало что известно; он родился в Гросмонте, графство Монтмутшир, около 1310 года. В своих мемуарах он говорит, что гораздо больше преуспел в боевых искусствах, чем в науках, и читать научился очень поздно. В 1330 году Генри был посвящён в рыцари и представлял отца в Парламенте. В следующем году он принимал участие в королевском турнире в Чипсайде.
В 1333 году Генри участвовал в шотландской кампании Эдуарда III, однако до конца неясно, участвовал ли он в знаменитой битве при Халидон-Хилл. В 1336 году, после службы на севере, Генри был произведён в чин лейтенанта. В следующем году Эдуард III даровал Гросмонту титул графа Дерби.
С началом Столетней войны в 1337 году, внимание Гросмонта привлекла Франция. Он принимал участие в нескольких дипломатических миссиях и небольших военных кампаниях, в том числе и в победоносном морском сражении при Слёйсе в 1340 году. В том же году он был взят в качестве заложника в так называемых Нижних странах — территория современного Бенилюкса — за долги короля. В заключении Генри пробыл до следующего года, и ему пришлось заплатить значительный выкуп за себя. По возвращении он был восстановлен в чине лейтенанта на севере и пробыл в Роксбурге до 1342 года. Следующий год он провёл, занимаясь дипломатическими миссиями в Нидерландах, Кастилии и Авиньоне.
В 1345 году Эдуард III планировал нападение на Францию с трёх сторон: граф Нортхемптон должен был высадиться в Бретани, сам король — наступать из Фландрии, а Гросмонт был направлен в Аквитанию, дабы подготовить кампанию на юге. Быстро продвигаясь вглубь страны, он столкнулся с графом д`Илем неподалёку от Обероша 21 октября, и одержал победу, описанную как «величайшее достижение в военной карьере Ланкастера». За пленников был назначен выкуп в 50 тыс. фунтов. В следующем году, в то время как Эдуард проводил кампанию Креси, Гросмонт захватил Пуатье, как раз перед своим возвращением домой в 1347 году.
В 1345 году, пока Гросмонт был во Франции, его отец умер. Генри стал теперь графом Ланкастером, самым могущественным и богатым в королевстве. После участия в осаде Кале (1346—1347 годов), король сделал Ланкастера кавалером Ордена Подвязки в 1348 году. Несколькими годами позже, в 1351 году, король оказал ему ещё большую милость, пожаловав титул герцога Ланкастера. Этот титул был внове в Англии, до этого времени существовал только один титул герцога. Ко всему прочему, графству Ланкашир был присвоен статус палатината. Этот дар был весьма исключительным в английской истории, ибо до этого существовали всего два палатината: Дарем и Честер. Это был знак величайшего расположения короля к Генри, однако это и неудивительно: они были троюродными братьями (через прапрадеда Генриха III), и практически одногодками (Эдуард родился в 1312 году). Ещё один фактор, возможно, повлиявший на решение короля: у Генри не было наследника мужского пола, соответственно, все привилегии после смерти Гросмонта некому было передать.
Ланкастер провёл 1350-е годы в кампаниях и попытках заключить перемирие с французами, в 1350 году он участвовал в морском сражении при Винчелси, где спас жизни Чёрному Принцу и Джону Гонту. В 1351-52 годах участвовал в крестовом походе на Пруссию, где поссорился с Оттоном, герцогом Брауншвейга. Поединка удалось избежать лишь благодаря возобновлению войны французским королём Иоанном II. Генри продолжил военные кампании во Франции. После шевоше в Нормандии в 1346 году и битве при Ренне в 1358 году, Ланкастер участвовал в реймсской кампании 1359—1360 годов. Затем он был одним из тех, кто заключил мир в Бретиньи, весьма выгодный для Англии.
Вернувшись в Англию в ноябре 1360 года, Генри Гросмонт вскоре заболел и умер в Лестерском замке 23 марта. Возможно, причиной его смерти стала чума, эпидемия которой разразилась в том году в Англии.

## Личная жизнь
Ланкастер женился на Изабелле, дочери Генри Бомона, в 1330 году. У них родились две дочери, Матильда и Бланка. Матильда вышла замуж за герцога Баварии, Бланка же — за младшего сына Эдуарда III, Джона Гонта. В конце концов Гонт унаследовал все титулы Ланкастера, но это случилось лишь в 1377 году. Когда сын Гонта, Генри Болинброк, узурпировал корону в 1399 году и стал Генрихом IV, обширное наследство Ланкастеров было включено в состав короны как герцогство Ланкастерское.
О Генри Ланкастере известно больше, чем о его современниках, благодаря его книге «Livre de seyntz medicines». Эта книга — глубоко личная, и описывает его отношение к вопросам религии и благочестия, однако содержит и исторические вставки. Например, в ней упоминается, что Ланкастер в возрасте 44 лет страдал от подагры. Книга состоит из семи частей, каждая из которых посвящена ране, которые якобы есть у Генри. Они символизируют семь его грехов. Ланкастер в книге признаётся в этих грехах, приводит различные мифические и реальные лекарства в контексте их теологической символики и призывает читателя к набожности.
Хронист Жан Фруассар называет герцога Ланкастера «доблестным, осмотрительным и полным достоинств человеком».